# Vlag van Twijzelerheide

Vlag van Twijzelerheide

De vlag van Twijzelerheide is de dorpsvlag van het Nederlandse dorp Twijzelerheide, in de Friese gemeente Achtkarspelen. De vlag werd in 1999 geregistreerd.

## Beschrijving
De beschrijving van de vlag is als volgt:
Vanuit de broektop gesneden in drie stukken, te beginnen in de broektop, van groen, geel en rood, zodanig dat de deellijn tussen het rood en het geel de onderkant van de vlag verdeelt in twee stukken, die zich verhouden als 4 : 1, en de deellijn tussen het groen en het geel de vluchtzijde verdeeld in twee stukken, die zich verhouden als 10 : 3; in het rood een witte heidebloem (van de Caluna) met om het hart vier kleine kroonbladen, geschikt volgens een schuinkruis, en vier grote kelkbladen, geschikt volgens een recht kruis; de hele bloem met een hoogte, gelijk aan 2/5 vlaghoogte. 
De kleuren zijn afkomstig van het dorpswapen.

## Symboliek
- Rood punt en heidebloem: verwijzen naar de heide in het gebied en daarmee de plaatsnaam.[2]
- Gele punt: staat voor het ijzer van ploeg.[2]
- Groene punt: symboliseert de weidegrond rond het dorp.[2]
- Witte bloem: herinnert aan de naam van het dorp.[3]

## Zie ook

Wapen van Twijzelerheide